# Jorge Minaya
Jorge Félix Minaya Contreras (Hermanas Mirabal, República Dominicana, 3 de enero de 1978) es un ingeniero y político dominicano. Es miembro del Comité Central del Partido de la Liberación Dominicana (PLD). Fue Ministro de la Juventud de la República Dominicana y ex director ejecutivo del Instituto Nacional de Educación Física (República Dominicana).

## Vida Pública
En 2020, fue precandidato a la Senaduría de la provincia Hermanas Mirabal. Para 2005, formó parte del movimiento Proyecto Victoria con Danilo (PROVIDA), a través del cual recorrió todo el país, lo que le permito construir un liderazgo en la juventud del Partido de la Liberación Dominicana, el cual finalmente lo llevó a la nominación del Comité Central de dicho partido.